# Gambolò
Gambolò – miejscowość i gmina we Włoszech, w regionie Lombardia, w prowincji Pawia.
Według danych na rok 2004 gminę zamieszkiwało 8220 osób, 161,2 os./km².